# Magnifica Italia
Magnifica Italia è un programma televisivo in onda su Rete 4. Si tratta di un ciclo di documentari della durata di circa 52 minuti in cui viene descritta una regione o provincia e le principali città e attrattive.
È una produzione televisiva realizzata in collaborazione con Rete 4 e Canale 5, Gruppo Mediaset, e ciascun episodio è dedicato a delle località di una delle 20 regioni italiane.

## Stile
Ogni puntata è composta per il 60% da riprese aeree del territorio italiano effettuate da elicottero, che si soffermano su luoghi ed edifici di particolare interesse storico-culturale. Le riprese da terra, in interno ed esterno, sono funzionali al racconto del paesaggio e dei monumenti storico-culturali e compongono il 40% del girato. Mentre scorrono le immagini, la voce di Mario Scarabelli racconta storia, arte e cultura del territorio sorvolato.
Francis Ford Coppola, Giuseppe Tornatore, Uto Ughi e Reinhold Messner sono alcuni dei testimonial che accompagnano gli spettatori alla scoperta del patrimonio naturale, artistico, culturale ed enogastronomico d'Italia. 

## Tecnica
Le immagini aeree in alta definizione sono state realizzate con tecnologia Wescam per una perfetta stabilità di ripresa nell’arco di 5 anni, in cui si è prodotto un archivio di oltre 1.000 ore di riprese per un ammontare totale di 6 milioni di euro.

## Distribuzione
I documentari sono stati redatti in formato DVD e venduti come allegati per il Corriere della Sera nel 2008. In seguito sono stati trasmessi interamente anche da Mediaset dal canale Rete 4 negli anni successivi, mentre nel 2015 andò in onda su Canale 5. Nel sito ufficiale di Video Mediaset sono attualmente reperibili una serie di 76 videoclip della durata di 5 minuti circa in cui sono descritti luoghi esclusi dai 20 prodotti per la distribuzione oppure luoghi che meritavano una maggiore attenzione. Dal 2017 va in onda su Marcopolo e dal 2018 su Focus.

## Puntate

### Toscana
- Da Monteriggioni a Firenze